# دیزباد سفلی
دیزبادسفلی روستایی کبیر در دهستان پیوه ژن بخش احمدآباد شهرستان مشهد استان خراسان رضوی ایران است؛که در مسیر گذرگاه جاده ابریشم قرار گرفته است
همچنین دیزبادپایین کبیر با اصالتی ک دارد یکی از بزرگ ترین و کهن ترین روستا های خراسان و حتی در کشور با قدمتی بالع بر ۲۳۵۰سال می باشد.

## جمعیت
بر پایه سرشماری عمومی نفوس و مسکن در سال ۱۳۹۵ جمعیت این روستا ۳٬۲۵۴ نفر (۱٬۰۰۶خانوار) بوده‌است.

## دشت دیزباد سفلی
دشت دیزباد دارای یکی از حاصلخیزترین و پرآب‌ترین دشت‌های بینالود می‌باشد و دارای بیشترین زمین جهت انجام فعالیت کشاورزی و زمین‌های مسطح است. دارای بیشترین چاه عمیق در منطقه نیشابور است.
به علت وجود کوه‌های بینالود و شیب مناسب نفوذ آب‌های زیر زمینی باعث حاصلخیزی و فراوانی آب این دشت شده‌است. رودخانه فصلی هم از بینالود به دشت دیزباد می‌ریزد. قنات‌های دیزباد هم به علت ریزش در مسیر مسدود شده و فاقد روانی اب می‌باشند۰ در سال ۱۳۸۹ یک‌بار با هزینه دولت جهت احیای دوباره این قنات‌ها اقدامی صورت گرفت ولی مسمر ثمر نبود. این قنوات نیز از خود بینالود سرچشمه می‌گیرند.
دشت نیشابور جزئی از حوضه آبریز کالشور نیشابور است و در دامنه جنوبی ارتفاعات بینالود و در شمال شرق کویر مرکزی واقع شده‌است. از شمال به خط الراس ارتفاعات بینالود، از شرق به بلندیهای لیلا جوق و یال پلنگ، از جنوب به تپه ماهورهای نیزه بند، از غرب به حوضه آبریز دشت سبزوار محدود است. وسعت کل حوضه ۷۳۰۰کیلومتر مربع است که ۴۱۰۰کیلومتر مربع آن را دشت و بقیه را ارتفاعات تشکیل می‌دهد. رودخانه‌های مهم منطقه تحت مطالعه، اغلب از ارتفاعات شمالی دشت سرچشمه می‌گیرد و سیلاب خود را به کالشور می‌ریزد. این رودخانه‌ها عبارتند از:
کالشور (بزرگترین)- دیزباد (مناسب برای مصارف شرب و کشاورزی)- دررود- خرو- بوژان (طغیان رودخانه در مرداد ماه سال ۱۳۶۶ و خسارات مالی و جانی) فاروب رومان- طاغون – بار- بقیع-اندرآب –حاجی بیگی. (تمامی رودخانه‌های ذکر شده با دبی متفاوت بعد سیراب کردن قسمتی از اراضی، به کالشور می‌پیوندند)
بلندترین نقطه رشته کوه بینالود، قله شیرباد با بلندی ۳۴۲۰متر است که در شمال روستای بوژان (شمال شرقی شهر نیشابور) قرار گرفته‌است؛ ولی قله بینالود با وجود ارتفاع کمتر از آن معروفیت بیشتری دارد. رشته کوه بینالود به طول تقریبی ۱۳۰ کیلومتر از شمال شهر نیشابور تا جنوب غربی شهر قوچان کشیده شده‌است؛ و جلگه و دشت نیشابور را از دشت مشهد و قوچان جدا می‌نماید. سه رودخانه دائمی کشف رود، اترک و کال شور از این رشته کوه سرچشمه می‌گیرند. افزون بر این رودخانه‌های نسبتاً کم‌آبی همچون رودخانه‌های میرآباد، زشک و طرقبه، اخلمد، بوژان، خرو علیا، بار، و دیزباد علیا در دره‌های خرم این منطقه جریان دارند که بخش اعظم آب آن‌ها صرف آبیاری باغ‌ها و زمین‌های کشاورزی می‌شود. ریواس از معروفترین و مرغوبترین گیاهان خودروی این رشته کوه به‌شمار می‌رود؛ و در بخش شمال غربی رشته کوه بینالود پوشش درختچه‌های ارس به‌شکل تنگ دیده می‌شود. برف و یخ حاصل از بارش‌های زمستانه و بهاره غالباً تا اواسط فصل تابستان در قله‌ها باقی می‌ماند. روستاها و تابستانگاه‌های زیبایی همچون بوژان، اخلمد، زشک و طرقبه، خرو، بار و دیزباد در دامنه این رشته کوه از چشم‌اندازه‌های بی‌مانند و بدیعی برخوردارند که دشت دیزباد سفلی از ارتفاعات بینالود و قوچ گرد نمای بسیار زیبا و خیره کننده ای دارد وهمه ساله از این قله کوهنوردان زیادی سعود و دیدن می‌نمایند که این منظره را می‌بینند و به عظمت و بزرگی خداوند مهربان در این دشت بزرگ پی می‌برند.

## محصولات کشاورزی دشت دیزباد سفلی
۲: دشت نیشابور:
دشت نیشابور جزئی از حوضه آبریز کالشور نیشابور است و در دامنه جنوبی ارتفاعات بینالود و در شمال شرق کویر مرکزی واقع شده‌است. از شمال به خط الراس ارتفاعات بینالود، از شرق به بلندیهای لیلا جوق و یال پلنگ، از جنوب به تپه ماهورهای نیزه بند، از غرب به حوضه آبریز دشت سبزوار محدود است. وسعت کل حوضه ۷۳۰۰کیلومتر مربع است که ۴۱۰۰کیلومتر مربع آن را دشت و بقیه را ارتفاعات تشکیل می‌دهد. رودخانه‌های مهم منطقه تحت مطالعه، اغلب از ارتفاعات شمالی دشت سرچشمه می‌گیرد و سیلاب خود را به کالشور می‌ریزد. این رودخانه‌ها عبارتند از:
کالشور (بزرگترین)- دیزباد (مناسب برای مصارف شرب و کشاورزی)- دررود- خرو- بوژان (طغیان رودخانه در مرداد ماه سال ۱۳۶۶ و خسارات مالی و جانی) فاروب رومان- طاغون – بار- بقیع-اندرآب –حاجی بیگی. (تمامی رودخانه‌های ذکر شده با دبی متفاوت بعد سیراب کردن قسمتی از اراضی، به کالشور می‌پیوندند)
۲–۳ :زیر ساخت کشاورزی منطقه
در قسمت‌هایی از دشت نیشابور که به کالشور نزدیک است مشکل شوری خاک و آب، مناسب نبودن زمین برای انجام عملیات زراعی مطرح شده‌است، راه حل مناسب برای مقابله با این مشکل، انطباق با آن از نظر زیست‌محیطی، تغییر گونه‌های کشاورزی و… است. بدین معنی که در شرایط آّب و خاک شور بایستی نسبت به کشت گیاهان زراعی یا باغی مقاوم به شوری مانند پنبه-جو-چغندر قند-گلرنگ-پسته اقدام نمود. در طرح مطالعاتی جامع آب شهرستان (جلد ۹ طرح مطالعات احیاء توسعه کشاورزی) اینگونه آمده‌است که از تعداد ۳۰رودخانه دایم وفصلی موجود در دشت نیشابور ۱۹ مورد آن برای تعدادی از ماه‌های سال برای آبیاری باغات استفاده می‌شود. همچنین در گزارش مطالعات محاسبه بیلان منابع آب حوضه آبریز دشت نیشابور (۱۳۷۷) نشان می‌دهد که تعداد چاه‌های پیزومتری موجود در سطح دشت نیشابور هر ۶۵ کیلومتر یک حلقه چاه موجود است و از استاندارد واقعی یعنی هر ۲۵ کیلومتر یک حلقه چاه برخوردار نیست. (چاه‌های مطالعاتی که برای اندازه‌گیری سطح آب‌های زیر زمینی حفر می‌شود)
در جدول ذیل محصولات تحت کشت در چاه‌های مورد مطالعه نشان داده شده‌است. ۵۷٪ اراضی زیر کشت محصولات پاییزه (سفید برگ) شامل گندم-جو-کلزا- و۴۳٪ مابقی به محصولات بهاره (سبزه برگ) وبا غات پسته اختصاص می یا بند. ملاحظه می‌گردد که بیش از ۹۵٪ اراضی به کشت گندم و جو، باغات پسته، یونجه، پنبه، چغندر قند، ذرت علوفه ای، هندوانه بذری و گوجه فرنگی مربوط می‌شود.
جدول :الگوی کشت در اراضی تحت آبیاری چاه‌های بررسی شده

## جدول محصولات کشاورزی
| ردیف | نوع محصول    | سطح زیر کشت (هکتار) | درصد از کل% |      |     |       |
| ۱    | گندم         | ۳۱۳۷                | ۴/۲۹        |      |     |       |
| ۲    | جو           | ۲۹۰۳                | ۲/۲۷        |      |     |       |
| ۳    | محصولات باغی | ۱۱۰۵                | ۳/۱۰        |      |     |       |
| ۴    | یونجه        | ۷۸۴                 | ۴/۷         |      |     |       |
| ۵    | پنبه         | ۵/۶۸۸               | ۵/۶         |      |     |       |
| ۶    | چغندرقند     | ۴۵۱                 | ۲/۴         |      |     |       |
| ۷    | ذرت علوفه ای | ۴۲۳                 | ۰/۴         |      |     |       |
| ۸    | هندوانه بذری | ۴۱۹                 | ۹/۳         |      |     |       |
| ۹    | گوجه فرنگی   | ۱۸۳                 | ۷/۱         |      |     |       |
| ۱۰   | سبزی و صیفی  | ۱۷۳                 | ۶/۱         |      |     |       |
| ۱۱   | کلزا         | ۶۰                  | ۶/۰         |      |     |       |
| ۱۲   | کلرنگ        | ۲۰                  | ۲/۰         |      |     |       |
| ۱۳   | زعفران       | ۲۳                  | ۲/۰         |      |     |       |
| ۱۴   | پیاز         | ۱۰                  | ۱/۰         | پسته | ۷۰۰ | ۶۵/۲۱ |

باد دیزباد سفلی پایین
باد دیز باد، قطب آینده انرژی در خراسان رضوی ایران در این میان با ۱۱ مگاوات تولید برق بادی مقام ۲۶ دنیا را دارا می‌باشد. با توجه به وجود باد مناسب و اقتصادی در منطقه نیشابور از اوایل دهه ۱۳۷۰ شمسی، توسط جهاد دانشگاهی مشهد و جهاد سازندگی خراسان پیشنهاد مطالعات ایجاد نیروگاه مطرح گردید.
در ابتدای امر به دلیل نبود ایستگاه هواشناسی در منطقه مورد مطالعه (دشت دیزباد) از اواخر سال ۱۳۷۴ کار مطالعاتی بادسنجی با نصب دستگاه‌های ثبات دار توسط جهاد سازندگی در ارتفاع ۲۰ متری از سطح زمین آغاز شد. اطلاعات ایستگاه بادسنجی حسین‌آباد رازان که در سال‌های ۷۵ و ۷۶ جمع‌آوری شده بود ایجاد نیروگاه و مزرعه بادی۲ در دشت دیزباد را از نظر اقتصادی توجیه کرد؛ و بعد از انجام مذاکره با یک شرکت آلمانی مجری طرح‌های نیروگاه‌های بادی، دو واحد نیروگاه بادی به صورت آزمایشی در منطقه احداث شد و ایجاد مزارع بادی (۲) در برنامه آینده قرار گرفت.
در طرح مطالعاتی پنج مزرعه بادی پیش‌بینی شده‌است که عبارتند از: مزرعه شماره یک در روستای حسین‌آباد، مزرعه شماره دو در نیم گره، مزرعه شماره سه روستای دیز باد سفلی مزرعه شماره چهار و پنج در جنوب غربی روستای دیزباد بین روستاهای نو بهار، اسلام‌آباد (چاه ده اینچی) و دیزباد.
نیروگاه‌های بادی مورد مطالعه مانند نیروگاه‌های بادی منجیل در استان گیلان متصل به شبکه سراسری برق نیست، بلکه یک تکنولوژی جدید در جهان است یعنی مستقل از شبکه برق. این نیروگاه‌ها برای تأمین برق چاه‌های کشاورزی و روستاهای کوهستانی به وجود آمده‌است و تکنولوژی آن همپایی کشور آلمان – مخترع این طرح – پیش می‌رود و در جهان پدیده ای کاملاً جدید است. وجود جاده اصلی مشهد – تهران و راه‌آهن در دست ساخت مشهد – بافق که از میانه دشت عبور می‌نماید، پارامتر مثبتی برای نصب نیروگاه‌های بادی در منطقه است. علاوه بر آن راه‌های شوسه متعددی به منظور دسترسی به چاه‌های کشاورزی دشت احداث گردیده‌است. دشت دیزباد و دشت‌های همجوار آن به لحاظ کشاورزی و منابع آب زیرزمینی از غنای بسیار مناسبی برخوردارند. به گونه ای که فقط در ۱۰۰۰ کیلومتر مربع، تعداد ۵۴۲ حلقه چاه کشاورزی وجود دارد که فقط ۲۶٪ آن‌ها در حال حاضر(۱۳۸۰ سال) از طریق شبکه برق تغذیه می‌شوند و بقیه از موتورهای دیزلی که برخی با فرسودگی ناشی از عمر زیاد و عدم نگهداری صحیح، مشکلات فراوانی را برای کشاورزان فراهم آورده‌اند، استفاده می‌کنند. به‌طور متوسط مصرف روزانه هر موتور بین ۵۰۰ تا ۷۰۰ لیتر گازوییل و شش تا هفت لیتر روغن می‌باشد، که در صورت برقی شدن این چاه‌ها (بویژه از طریق نیروگاه‌ها بادی) سالانه از سوخت صدها هزار لیتر گازوییل و روغن جلوگیری خواهد شد.
علاوه بر مصرف انرژی در روستاهای منطقه، طرح ایجاد شهر جدید بینالود با کاربری صنعتی – مسکونی به وسعت پنج هزار هکتار و حدود ۳۰۰ هزار نفر جمعیت، بار قابل ملاحظه ای در منطقه ایجاد خواهد نمود که ضرورت تدوین برنامه ای جامع برای تأمین انرژی را حتمی می‌نماید و انرژی فراوان باد دشت دیزباد می‌تواند کانالی مطمئن برای تأمین برق و انرژی باشد.
بر اساس یک میانگین و شکل خاص باد، یک واحد توربین بادی kw ۵۰۰ با، بادی که حدود هشت متر در ثانیه سرعت دارد می‌تواند ۱۸۰۰ کیلو وات برق در سال تولید کند، همین توربین در منطقه دیز باد با توجه به سرعت بالای باد می‌تواند ۲۰۰۰ کیلو وات برق تولید نماید؛ و بر اساس یک پیش‌بینی باد دیزباد توان تولید سالانه ۴۳۲۰ مگاوات برق را دارد.
لذا این منطقه و نیروگاه‌های بادی آینده آن قابلیت اتصال به شبکه سراسری را دارند و غیر از نیروگاه‌های مستقل از شبکه که فعلاً در طرح برنامه قرار دارند باید نیروگاه‌های بادی متصل به شبکه سراسری هم مورد توجه قرار گیرند و این امری است که باید مسئولین طرح بویژه سازمان انرژیهای نو وابسته به سازمان انرژی اتمی ایران آن را مد نظر قرار دهند.
طرح ایجاد مزارع بادی دیزباد اکنون دوره مطالعات و احداث را پشت سر می‌گذارد(۳) و در این راه عدم تأمین ارزی، بروکراسی اداری و گمرکی در وزارتخانه‌های صنایع، جهاد سازندگی، بازرگانی و امور اقتصادی و دارایی، عدم همکاری شرکت آلمانی در برخی دوره‌ها، از مهمترین مشکلات پیش روی می‌باشد. با توجه به گسترش و جریان باد دیز باد در جنوب دشت نیشابور، این قسمت‌ها نیز توان و ظرفیت ایجاد نیروگاه بادی را دارند و از نظر ویژگیهای طبیعی تقریباً شرایط همسانی با دشت دیز باد را دارند.
امید است که با مطالعه این بخش و با ایجاد نیروگاه بادی، حداکثر استفاده از این منبع لایزال الهی بشود.
یادداشت‌ها: ۱- قدرت تولید با توان سوم سرعت متناسب است.
بر اساس فرمول p v p= cv یعنی اگر باد ۶ متر در ثانیه سرعت دارد در توان سوم سرعت می‌شود (۲۱۶ = ۶) ولی اگر فقط یک متر به این سرعت اضافه گردد می‌شود (۳۴۳ = ۷) که مقدار اختلاف آن با ۶ متر سرعت خیلی بیشتر می‌شود و از آنجا که باد دیزباد ۸ متر سرعت دارد (یعنی دو متر بیشتر از بادهای اقتصادی) پس مقدار انرژی تولیدی آن خیلی زیاد خواهد بود.
۲- مزرعه بادی: شامل تأسیسات مربوط به گروهی از ماشین‌های بادی است که در آرایش منظمی در یک ناحیه محدود و مناسب جهت تولید الکتریسیته مورد استفاده قرار گیرند.
۳- در سال ۱۳۸۱، ۵ دستگاه از توربینهای بادی منطقه در شرق شهر جدید بینالود به بهره‌برداری رسید که به مرور تعداد واحدهای نیروگاه بادی بینالود به ۴۳ مورد افزایش خواهد یافت.